# Primetime-Emmy-Verleihung 1997
Die Emmy-Verleihung 1997 erfolgte am 13. und 14. September 1997 im Pasadena Civic Auditorium im kalifornischen Pasadena. Bei beiden Verleihungen moderierte Bryant Gumbel. Der Fernsehkonzern CBS übertrug die Veranstaltung vom 14. September. Es war die 49. Verleihung in der Sparte Primetime.

## Dramaserie
(Outstanding Drama Series)
- Law & Order, NBC
  - Chicago Hope – Endstation Hoffnung, CBS
  - Akte X – Die unheimlichen Fälle des FBI, Fox
  - Emergency Room – Die Notaufnahme, NBC
  - New York Cops – NYPD Blue, ABC

## Comedyserie
(Outstanding Comedy Series)
- Frasier, NBC
  - Hinterm Mond gleich links, NBC
  - Seinfeld, NBC
  - Verrückt nach dir, NBC
  - The Larry Sanders Show, HBO

## Miniserie
(Outstanding Miniseries)
- Heißer Verdacht, Staffel 5, PBS
  - Die Abenteuer des Odysseus, NBC
  - The Shining, ABC
  - Der letzte Pate, CBS
  - Kaltblütig, CBS

## Fernsehfilm
(Outstanding Made for Television Movie)
- Miss Evers’ Boys - Die Gerechtigkeit siegt, HBO
  - Haus der stummen Schreie, HBO
  - In der Abenddämmerung, HBO
  - Schutzlos – Schatten über Carolina, Showtime
  - Der Untergang der Cosa Nostra, HBO

## Varieté-, Musik- oder Comedyserie
(Outstanding Variety, Music or Comedy Series)
- Late Show with David Letterman, CBS
  - Politically Incorrect, ABC/Comedy Central
  - The Tonight Show with Jay Leno, NBC
  - Tracey Takes On…, HBO
  - Dennis Miller Live, HBO

## Hauptdarsteller in einer Dramaserie
(Outstanding Lead Actor in a Drama Series)
- Dennis Franz als Detective Andy Sipowicz in New York Cops – NYPD Blue, ABC
  - Anthony Edwards als Dr. Mark Greene in Emergency Room – Die Notaufnahme, NBC
  - Jimmy Smits als Detective Bobby Simone in New York Cops – NYPD Blue, ABC
  - Sam Waterston als Assistant D.A. Jack McCoy in Law & Order, NBC
  - David Duchovny als Agent Fox Mulder in Akte X – Die unheimlichen Fälle des FBI, Fox

## Hauptdarsteller in einer Comedyserie
(Outstanding Lead Actor in a Comedy Series)
- John Lithgow als Dick Solomon in Hinterm Mond gleich links, NBC
  - Michael J. Fox als Mike Flaherty in Chaos City, ABC
  - Kelsey Grammer als Dr. Frasier Crane in Frasier, NBC
  - Paul Reiser als Paul Buchman in Verrückt nach dir, NBC
  - Garry Shandling als Larry Sanders in The Larry Sanders Show, HBO

## Hauptdarstellerin in einer Dramaserie
(Outstanding Lead Actress in a Drama Series)
- Gillian Anderson als Agent Dana Scully in Akte X – Die unheimlichen Fälle des FBI, Fox
  - Christine Lahti als Dr. Kate Austin in Chicago Hope – Endstation Hoffnung, CBS
  - Julianna Margulies als Carol Hathaway in Emergency Room – Die Notaufnahme, NBC
  - Sherry Stringfield als Dr. Susan Lewis in Emergency Room – Die Notaufnahme, NBC
  - Roma Downey als Monica in Ein Hauch von Himmel, CBS

## Hauptdarstellerin in einer Comedyserie
(Outstanding Lead Actress in a Comedy Series)
- Helen Hunt als Jamie Buchman in Verrückt nach dir, NBC
  - Cybill Shepherd als sie selbst in Cybill, CBS
  - Patricia Richardson als Jill Taylor in Hör mal, wer da hämmert, ABC
  - Fran Drescher als Fran Fine in Die Nanny, CBS
  - Ellen DeGeneres als Ellen Morgan in Ellen, ABC

## Hauptdarsteller einer Miniserie oder eines Specials
(Outstanding Lead Actor in a Miniseries or Special)
- Armand Assante als John Gotti in Der Untergang der Cosa Nostra, HBO
  - Beau Bridges als Bill Januson in Zwischen den Welten, Showtime
  - Robert Duvall als Adolf Eichmann in Der Mann, der Eichmann jagte, TNT
  - Sidney Poitier als Nelson Mandela in Mandela und De Klerk – Zeitenwende, Showtime

## Hauptdarstellerin einer Miniserie oder eines Specials
(Outstanding Lead Actress in a Miniseries or Special)
- Alfre Woodard als Eunice Evers in Miss Evers’ Boys - Die Gerechtigkeit siegt, HBO
  - Helen Mirren als Detective Jane Tennison in Heißer Verdacht, Staffel 5, PBS
  - Stockard Channing als Barbara Whitney in Eine Familie zum Verlieben, USA
  - Glenn Close als Janet in In der Abenddämmerung, HBO
  - Meryl Streep als Lori Reimuller in Solange es noch Hoffnung gibt, ABC

## Nebendarsteller in einer Dramaserie
(Outstanding Supporting Actor in a Drama Series)
- Hector Elizondo als Dr. Philip Watters in Chicago Hope – Endstation Hoffnung, CBS
  - Noah Wyle als Dr. John Carter in Emergency Room – Die Notaufnahme, NBC
  - Adam Arkin als Dr. Aaron Shutt in Chicago Hope – Endstation Hoffnung, CBS
  - Nicholas Turturro als Detective James Martinez in New York Cops – NYPD Blue, ABC
  - Eriq La Salle als Dr. Peter Benton in Emergency Room – Die Notaufnahme, NBC

## Nebendarsteller in einer Comedyserie
(Outstanding Supporting Actor in a Comedy Series)
- Michael Richards als Cosmo Kramer in Seinfeld, NBC
  - Jason Alexander als George Costanza in Seinfeld, NBC
  - Rip Torn als Arthur in The Larry Sanders Show, HBO
  - Jeffrey Tambor als Hank Kingsley in The Larry Sanders Show, HBO
  - David Hyde Pierce als Dr. Niles Crane in Frasier, NBC

## Nebendarstellerin in einer Dramaserie
(Outstanding Supporting Actress in a Drama Series)
- Kim Delaney als Detective Diane Russell in New York Cops – NYPD Blue, ABC
  - Laura Innes als Dr. Kerry Weaver in Emergency Room – Die Notaufnahme, NBC
  - CCH Pounder als Dr. Angela Hicks in Emergency Room – Die Notaufnahme, NBC
  - Gloria Reuben als Jeanie Boulet in Emergency Room – Die Notaufnahme, NBC
  - Della Reese als Tess in Ein Hauch von Himmel, CBS

## Nebendarstellerin in einer Comedyserie
(Outstanding Supporting Actress in a Comedy Series)
- Kristen Johnston als Sally Solomon in Hinterm Mond gleich links, NBC
  - Janeane Garofalo als Paula in The Larry Sanders Show, HBO
  - Julia Louis-Dreyfus als Elaine Benes in Seinfeld, NBC
  - Lisa Kudrow als Phoebe Buffay in Friends, NBC
  - Christine Baranski als Maryann Thorpe in Cybill, CBS

## Nebendarsteller in einer Miniserie oder einem Special
(Outstanding Supporting Actor in a Miniseries or Special)
- Beau Bridges als Governor Jim Farley in Die Kriegsmacher, HBO
  - Michael Caine als F.W. de Klerk in Mandela und De Klerk – Zeitenwende, Showtime
  - Ossie Davis als Mr. Evers in Miss Evers’ Boys - Die Gerechtigkeit siegt, HBO
  - Joe Mantegna als Pippi De Lena in Der letzte Pate, CBS
  - Obba Babatundé als Willie Johnson in Miss Evers’ Boys - Die Gerechtigkeit siegt, HBO

## Nebendarstellerin in einer Miniserie oder Special
(Outstanding Supporting Actress in a Miniseries or Special)
- Diana Rigg als Mrs. Danvers in Rebecca, PBS
  - Glenne Headly als Ruth in Schutzlos – Schatten über Carolina, Showtime
  - Frances McDormand als Gus in Zwischen den Welten, Showtime
  - Bridget Fonda als Anne in In der Abenddämmerung, HBO
  - Kirstie Alley als Rose Marie in Der letzte Pate, CBS

## Varieté-, Musik oder Comedy-Special
(Outstanding Variety, Music or Comedy Special)
- Chris Rock: Bring the Pain, HBO
  - Oscarverleihung 1997, ABC
  - Bette Midler: Diva Las Vegas, HBO
  - George Carlin: 40 Years of Comedy, HBO
  - The 50th Annual Tony Awards, CBS

## Auftritt in einer Varieté- oder Comedyshow
(Outstanding Performance in a Variety or Music Program)
- Bette Midler in Bette Midler: Diva Las Vegas, HBO
  - Tracey Ullman in Tracey Takes On… Childhood, HBO
  - George Carlin in George Carlin: 40 Years of Comedy, HBO
  - Billy Crystal in Oscarverleihung 1997, ABC
- Bill Maher in Politically Incorrect mit Bill Maher, Episode #4086, ABC/Comedy Central